# リタルダンド
リタルダンド（ritardando イタリア語）は、音楽の速度標語の一であり、テンポを次第に落としてゆく表現方法を指す。略称は 「rit. 」または 「ritard.」。ラレタンド（w:rallentando）も同様の意味である。反対語はアッチェレランド。

## 概要
音楽表現の上でよく使われる方法の一つである。主の終結部や曲想の変わり目などを強調する際に用いられることが多い。
後期ロマン派の流れをくむ指揮者であるウィレム・メンゲルベルク、ヴィルヘルム・フルトヴェングラー、ハンス・クナッパーツブッシュなどの時代にはしばしば多用され、今でも録音を通じて聴くことができる。
Jポップ等のポピュラー音楽でも一般的に見られる技法である。